# 遊☆戯☆王 (アニメ第1作)
『遊☆戯☆王』（ゆうぎおう）は、高橋和希の漫画『遊☆戯☆王』の最初のアニメ化作品。1998年4月4日から10月10日まで、全27話がテレビ朝日系列で放送された。制作は東映動画→東映アニメーション（放送終盤の時期に商号変更）。
1999年に劇場公開された映画作品についても本項で述べる。

## 概要
『遊☆戯☆王』のテレビアニメ第1作。原作の「学園編」から「TRPG編」までを題材とし、原作の初期に見られた様々な手段による「闇のゲーム」がメインの要素として展開された。登場するゲームは『デュエルモンスターズ（原作のマジック&ウィザーズに該当する。）』が断続的に登場した他、『ハイパーヨーヨー』や『デジモン』など当時流行していた作品や商品のパロディが登場する回も存在した。進展調整のためのオリジナル展開などが多く行われており、中には原作とはまったく異なるストーリーに改変された回もある。
本作の次回予告は次週放送分の予告だけでなく、2、3週後の放送分（つまり次週以降の）予定を紹介するといったアニメとしては珍しい形式で行われていた。
また、本作はのちにテレビ東京系列他で放送された『遊☆戯☆王デュエルモンスターズ』及び後続の作品とはストーリーや設定上の繋がりはなく、「決闘者の王国編」以降を題材としており、キャストや一部の登場人物のキャラクターデザインなどの一部設定も異なっている。
本作から、劇中のカードバトルゲーム「マジック&ウィザーズ」の名称がアニメ版独自名称の「デュエルモンスターズ」に改変されているが、カード裏面のデザインは原作や商品版とは異なる。その他、カードバトルの細部におけるルールやダメージ計算など作りが大雑把な部分も見られるが、それがかえって本作独自の持ち味となっている。
映像ソフトは放送当時にVHSで発売されたのみで、2025年現在すでに廃盤となっており、DVD / Blu-rayなどで再発売される予定はなく、さらにネット配信も含めた再放送も全く行われておらず、現在では視聴が困難な作品となっている。

## 登場人物・声の出演
- 武藤 遊戯：緒方恵美
- 真崎 杏子：かかずゆみ
- 城之内 克也：森川智之
- 本田 ヒロト：置鮎龍太郎
- 野坂 ミホ：野上ゆかな
- 武藤 双六：青野武
- 海馬 瀬人：緑川光
- 獏良 了：柏倉つとむ
- 海馬 モクバ：三輪勝恵
- シャーディー：塩沢兼人

## 主題歌
オープニングテーマ「渇いた叫び」
作詞・作曲 - 小松未歩 / 編曲 - 小澤正澄 / 歌 - FIELD OF VIEW （日本コロムビア）
3話まではCDとは異なるバージョンが使用されている。
エンディングテーマ「明日もし君が壊れても」
作詞 - 坂井泉水 / 作曲 - 大野愛果 / 編曲 - WANDS / 歌 - WANDS （B-Gram RECORDS）

## スタッフ
- プロデューサー：梶淳（テレビ朝日）、渡辺哲也（電通）、西沢信孝（東映動画）
- 原作：高橋和希（集英社｢ジャンプコミックス｣刊）
- 脚本：井上敏樹、小林靖子、金巻兼一、千葉克彦
- 製作担当：本間修
- 音楽：BMF (Being MUSIC FACTORY INC.)
- キャラクターデザイン：荒木伸吾、姫野美智
- 美術デザイン：中村光毅、坂木功治
- 色彩設計：塚田劭
- シリーズディレクター：角銅博之
- 動画：かぐら、ワイズガイ、メルヘン社
- デジタル色彩：かぐら、ピーコック
- デジタル合成：東映化学デジタルタック
- 編集：麻生芳弘
- オンライン編集：TOVIC
- 連載：週刊少年ジャンプ、Vジャンプ、てれびくん
- 制作協力：電通
- 製作：テレビ朝日、東映

## 各話リスト
| 放送日        | 話数 | サブタイトル           | 脚本     | コンテ     | 演出              | 作画監督   | 美術                                                        | 収録VHS                                               | 原作 （単行本）                              |
| ------------- | ---- | ---------------------- | -------- | ---------- | ----------------- | ---------- | ----------------------------------------------------------- | ----------------------------------------------------- | -------------------------------------------- |
| 1998年 4月4日 | 1    | 激烈バトル闇のゲーム   | 井上敏樹 | 角銅博之   | 高木雅之 市川慶一 | 徳重賢     | VOL.1                                                       | 遊闘1（第1巻） アニメオリジナル                       |                                              |
| 4月11日       | 2    | 悪魔ゲーマー地獄の罠   | 井上敏樹 | 角銅博之   | 池田洋子          | 本橋秀之   | VOL.1                                                       | 中村光毅                                              | 遊闘4（第1巻） アニメオリジナル              |
| 4月18日       | 3    | 激突!最強のモンスター  | 小林靖子 | 新田義方   | 竹内昭            | 和田いづみ | VOL.1                                                       | 遊闘9・10（第2巻） アニメオリジナル                   |                                              |
| 4月25日       | 4    | 強奪!超幻の激レア時計  | 金巻兼一 | 角銅博之   | 森一敏            | 内山正幸   | 芳野満雄                                                    | VOL.2                                                 | アニメオリジナル                             |
| 5月2日        | 5    | 今暴かれる!!遊戯の秘密 | 井上敏樹 | 早川啓二   | 本木久年          | 徳重賢     | 遊闘13 - 20 （第2巻・第3巻） アニメオリジナル               | VOL.2                                                 |                                              |
| 5月9日        | 6    | 絶体絶命!!熱き友情決戦 | 井上敏樹 | 角銅博之   | 本橋秀之          | 松本健治   | 遊闘13 - 20 （第2巻・第3巻） アニメオリジナル               | VOL.2                                                 |                                              |
| 5月16日       | 7    | 裏技デジタルペット騒動 | 小林靖子 | 細田雅弘   | 須田正己          | 和田いづみ | 遊闘20（第3巻） アニメオリジナル                            | VOL.2                                                 |                                              |
| 5月23日       | 8    | ゲーム四天王ついに動く | 金巻兼一 | 山田徹     | 進藤満尾          | 坂木功治   | VOL.3                                                       | アニメオリジナル                                      |                                              |
| 5月30日       | 9    | 炸裂ヨーヨー究極の秘技 | 井上敏樹 | 中村哲治   | 内山正幸          | 松宮正純   | VOL.3                                                       | 遊闘11・12・ 48・49 （第2巻・第6巻） アニメオリジナル |                                              |
| 6月6日        | 10   | 迫る美人教師秘密の仮面 | 千葉克彦 | 大庭秀昭   | 山崎隆生          | 松本健治   | VOL.3                                                       | 遊闘9（第1巻） アニメオリジナル                       |                                              |
| 6月13日       | 11   | 噂のカプモン新登場だぜ | 小林靖子 | 角銅博之   | 須田正己          | 和田いづみ | VOL.3                                                       | 遊闘24（第3巻） アニメオリジナル                      |                                              |
| 6月20日       | 12   | 強運を呼ぶ敵不敗の神話 | 井上敏樹 | 早川啓二   | 本木久年          | 芳野満雄   | VOL.4                                                       | アニメオリジナル                                      |                                              |
| 6月27日       | 13   | 女生徒を狙う大予言の牙 | 小林靖子 | 細田雅弘   | 本橋秀之          | 松宮正純   | VOL.4                                                       | 遊闘5（第1巻） アニメオリジナル                       |                                              |
| 7月4日        | 14   | 爆破ゲームで最悪デート | 千葉克彦 | 勝間田具治 | 永樹龍博          | 松本健治   | VOL.4                                                       | 遊闘45（第6巻） アニメオリジナル                      |                                              |
| 7月11日       | 15   | 怖〜い女!!変身できない | 井上敏樹 | 中村哲治   | 進藤満尾          | 和田いづみ | VOL.4                                                       | アニメオリジナル                                      |                                              |
| 7月18日       | 16   | イッパツ逆転白衣の危機 | 小林靖子 | 角銅博之   | 中村哲治          | 内山正幸   | 坂木功治                                                    | アニメオリジナル                                      | VOL.5                                        |
| 7月25日       | 17   | ギリギリ勝負誘うモデル | 千葉克彦 | 鈴木吉男   | 桜井木ノ実        | 松宮正純   |                                                             | アニメオリジナル                                      | VOL.5                                        |
| 8月1日        | 18   | 禁断ゲームに手を出すな | 井上敏樹 | 早川啓二   | 本木久年          | 松本健治   | 遊闘46・47（第6巻） アニメオリジナル                        |                                                       | VOL.5                                        |
| 8月8日        | 19   | 大乱戦!!人気コンテスト | 小林靖子 | 明比正行   | 須田正己          | 和田いづみ | アニメオリジナル                                            |                                                       | VOL.5                                        |
| 8月15日       | 20   | 出たッ!最強最後の切札  | 井上敏樹 | 勝間田具治 | 永樹龍博          | 坂木功治   | アニメオリジナル                                            | VOL.6                                                 |                                              |
| 8月22日       | 21   | 完成!!究極ゲームランド | 千葉克彦 | 角銅博之   | 中村哲治          | 本橋秀之   | 松宮正純                                                    | VOL.6                                                 | 遊闘25・50 （第4巻・第6巻） アニメオリジナル |
| 8月29日       | 22   | 破れ限界シューティング | 小林靖子 | 山田徹     | 内山正幸          | 徳重賢     | 遊闘27 - 29・ 31・33 - 36 （第4巻・第5巻） アニメオリジナル | VOL.6                                                 |                                              |
| 9月5日        | 23   | カプモン王!頂上決戦!!  | 井上敏樹 | 細田雅弘   | 進藤満尾          | 松本健治   | 遊闘36 - 39（第5巻） アニメオリジナル                       | VOL.6                                                 |                                              |
| 9月12日       | 24   | 今!決着の時奇跡の友情  | 井上敏樹 | 早川啓二   | 本木久年          | 和田いづみ | 遊闘36 - 39（第5巻） アニメオリジナル                       | VOL.7                                                 |                                              |
| 9月26日       | 25   | 新たなる展開襲う美少年 | 小林靖子 | 細田雅弘   | 須田正己          | 松宮正純   | 遊闘50 - 59 （第6巻・第7巻） アニメオリジナル               | VOL.7                                                 |                                              |
| 10月3日       | 26   | ライバル激突最大ピンチ | 井上敏樹 | 明比正行   | 内山正幸          | 坂木功治   | 遊闘50 - 59 （第6巻・第7巻） アニメオリジナル               | VOL.7                                                 |                                              |
| 10月10日      | 27   | 友情・伝説から神話へ   | 井上敏樹 | 明比正行   | 池田洋子          | 山口泰弘   | 遊闘50 - 59 （第6巻・第7巻） アニメオリジナル               | VOL.7                                                 | 徳重賢                                       |

※9月19日は『TOTOスーパー陸上'98』放送のため放送休止。

## ネット局
出典は個別に提示されているものを除き、1998年9月中旬 - 10月上旬時点のものとする。
| 放送対象地域  | 放送局           | 系列           | ネット形態                                                                   |
| ------------- | ---------------- | -------------- | ---------------------------------------------------------------------------- |
| 関東広域圏    | テレビ朝日       | テレビ朝日系列 | 制作局                                                                       |
| 北海道        | 北海道テレビ     | テレビ朝日系列 | 同時ネット                                                                   |
| 青森県        | 青森朝日放送     | テレビ朝日系列 | 同時ネット                                                                   |
| 岩手県        | 岩手朝日テレビ   | テレビ朝日系列 | 同時ネット                                                                   |
| 宮城県        | 東日本放送       | テレビ朝日系列 | 同時ネット                                                                   |
| 秋田県        | 秋田朝日放送     | テレビ朝日系列 | 同時ネット                                                                   |
| 山形県        | 山形テレビ       | テレビ朝日系列 | 同時ネット                                                                   |
| 福島県        | 福島放送         | テレビ朝日系列 | 同時ネット                                                                   |
| 新潟県        | 新潟テレビ21     | テレビ朝日系列 | 同時ネット                                                                   |
| 長野県        | 長野朝日放送     | テレビ朝日系列 | 同時ネット                                                                   |
| 静岡県        | 静岡朝日テレビ   | テレビ朝日系列 | 同時ネット                                                                   |
| 富山県        | 北日本放送       | 日本テレビ系列 | 火曜 16:55 - 17:25にて遅れネット。 放送期間は1998年5月12日から11月17日まで。 |
| 石川県        | 北陸朝日放送     | テレビ朝日系列 | 同時ネット                                                                   |
| 中京広域圏    | 名古屋テレビ     | テレビ朝日系列 | 同時ネット                                                                   |
| 近畿広域圏    | 朝日放送         | テレビ朝日系列 | 同時ネット                                                                   |
| 広島県        | 広島ホームテレビ | テレビ朝日系列 | 同時ネット                                                                   |
| 山口県        | 山口朝日放送     | テレビ朝日系列 | 同時ネット                                                                   |
| 香川県 岡山県 | 瀬戸内海放送     | テレビ朝日系列 | 同時ネット                                                                   |
| 愛媛県        | 愛媛朝日テレビ   | テレビ朝日系列 | 同時ネット                                                                   |
| 福岡県        | 九州朝日放送     | テレビ朝日系列 | 同時ネット                                                                   |
| 長崎県        | 長崎文化放送     | テレビ朝日系列 | 同時ネット                                                                   |
| 熊本県        | 熊本朝日放送     | テレビ朝日系列 | 同時ネット                                                                   |
| 大分県        | 大分朝日放送     | テレビ朝日系列 | 同時ネット                                                                   |
| 鹿児島県      | 鹿児島放送       | テレビ朝日系列 | 同時ネット                                                                   |
| 沖縄県        | 琉球朝日放送     | テレビ朝日系列 | 同時ネット                                                                   |

熊本県など、遊☆戯☆王のアニメシリーズはこれ以外放送されていない地域もいくつか存在する。

## 劇場版「遊☆戯☆王」
1999年3月6日公開。東映が製作した劇場版『遊☆戯☆王』の第1作でテレビ朝日開局40周年記念作品。
テレビシリーズ放送終了の翌年に公開され、時系列も最終話以降であり、スタッフ・キャストともテレビ版と同じとなっている。一方で、テレビシリーズがデジタル彩色を採用した制作方式を行ったのに対し、本作はシリーズ唯一となるセル画方式での制作となっている。
30分の短編で絵柄は原作の設定に近づき、後の『遊☆戯☆王デュエルモンスターズ』に近いシャープなものとなっているのが特徴となっている。
遊戯と海馬のデュエルを見守る遊戯の仲間は城之内とゲストキャラの翔吾のみで杏子と本田とミホは序盤とエピローグのみの登場。また、杏子はデュエルモンスターズセンターでのバイト姿も描かれている。
その他、劇中では決闘者の王国編以降に登場するデュエリストのデータ描写やダイナソー竜崎が海馬の対戦相手として登場するなど、『デュエルモンスターズ』に先駆けて決闘者の王国編初出の要素が小ネタとして描かれた。
劇場版『デジモンアドベンチャー』『ドクタースランプ アラレのびっくりバーン』と同時上映された。

### あらすじ
遊戯の知り合いの少年・青山翔吾は、「青眼の白龍」と対を成す、ドラゴン族のレアカード「真紅眼の黒竜」を入手するが、デュエルに負けることを恐れ、デュエルを拒むようになっていた。
一方、海馬はレアカードを手に入れるべく、デュエルモンスターズセンターをオープンし、様々なデュエリストのデータを集めていき、レアカードを賭けた、デュエルモンスターズ大会を開催。
自分と唯一引き分けたライバルの遊戯やレッドアイズを持つ翔吾にも招待状を送るが参加を拒む翔吾は海馬の部下たちにレッドアイズを奪われてしまう。
遊戯はレッドアイズ奪還と翔吾に戦う勇気を取り戻させるべく、大会に出場し、海馬とのデュエルに挑む。
海馬は「邪悪なる鎖」を使い、ブルーアイズ3体を連結・強化し、闇遊戯を追い詰めていくが、闇遊戯のデッキには城之内の手で取り戻されていたレッドアイズが組み込まれていた。
そのことを知った翔吾は闇遊戯と城之内に後押しされ、レッドアイズに戦うように叫ぶ。
それに応えた闇遊戯はレッドアイズを「メテオ・ブラック・ドラゴン」に進化させ、ブルーアイズに勝利。
大会は遊戯の優勝で幕を閉じ、デュエリストの勇気を取り戻した翔吾はレッドアイズと共にデュエルを楽しむのだった。

### 劇場版スタッフ
- 原作：高橋和希（集英社｢ジャンプコミックス｣刊）
- 製作：高岩淡、玉村輝雄（集英社）、泊懋
- 企画：櫻田博之、週刊少年ジャンプ
- 製作担当：松坂一光
- 脚本：小林靖子
- 音楽：BMF
- 助監督：古賀豪
- 美術監督：中山益男
- キャラクターデザイン・作画監督：荒木伸吾､姫野美智
- 監督：志水淳児

### 主題歌
オープニングテーマは、テレビ版で3話まで使用されたバージョンが使用されている。
- オープニングテーマ『渇いた叫び』（歌：FIELD OF VIEW）
- エンディングテーマ『明日もし君が壊れても』（歌：WANDS）

### コミック
『劇場＆TVアニメ「遊☆戯☆王」スーパー・コンプリートブック』が集英社より発売されている。
内容は本作劇場版のフィルムコミックにTVシリーズの各回のストーリー紹介とその回の闇のゲームが紹介されている。その他高橋和希によるモンスター制作過程の様子や、本作のメインキャラクター役声優へのインタビュー、アニメ登場カードの紹介などがされている。なお、劇場版では海馬の髪は茶髪であったので映画のフィルムコミックの部分では茶髪海馬しか登場しないが、ストーリー紹介でわずかながらTV版での緑髪の海馬を確認できる。
- 1999年5月発売 ISBN 4-08-782765-8[10]